# Heptano-1,4-lacton
Heptano-1,4-lacton (auch Heptan-1,4-olid oder γ-Heptanolacton) ist eine organische Verbindung aus der Gruppe der Lactone.

## Vorkommen

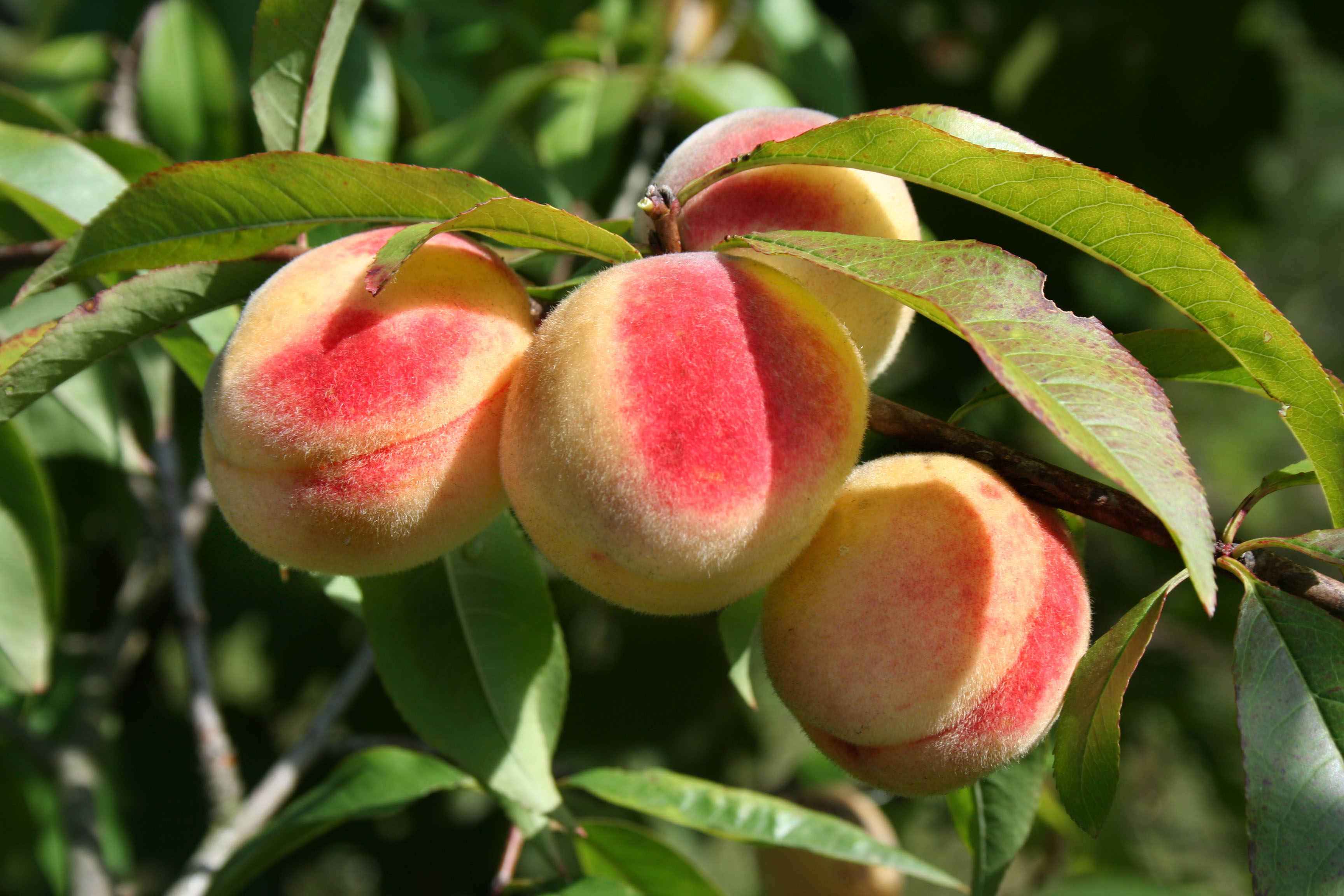
Pfirsich

Heptano-1,4-lacton kommt in Pfirsichen und Nektarinen vor. In Aprikosen kommen diverse 1,4-Lactone vor, wobei solche mit einer geraden Zahl an Kohlenstoffatomen überwiegen. In einer Studien an diversen Aprikosensorten war der Anteil Heptano-1,4-lacton an den enthaltenen Lactonen immer unter 3 %, überwiegend als (R)-Isomer, das in allen Fällen über 80 % der Menge der Verbindung ausmachte. Heptano-1,4-lacton ist ein Signalmolekül im Quorum Sensing von Aspergillus nidulans.

## Herstellung
Heptano-1,4-lacton kann durch die Oxidation von Heptan-1,4-diol mit N-Methylmorpholin-N-oxid (NMO) und einer katalytischen Menge Tetrapropylammoniumperruthenat (TPAP) hergestellt werden. Es entsteht außerdem bei der Reduktion von Furylacrylsäure mit Raney-Nickel neben Tetrahydrofurylpropionsäure.

## Verwendung
Heptano-1,4-lacton wird weltweit in der Größenordnung von 1 bis 10 Tonnen pro Jahr als Duftstoff verwendet. Es ist in der EU unter der FL-Nummer 10.020 als Aromastoff für Lebensmittel zugelassen.